# شهرستان اسلامشهر

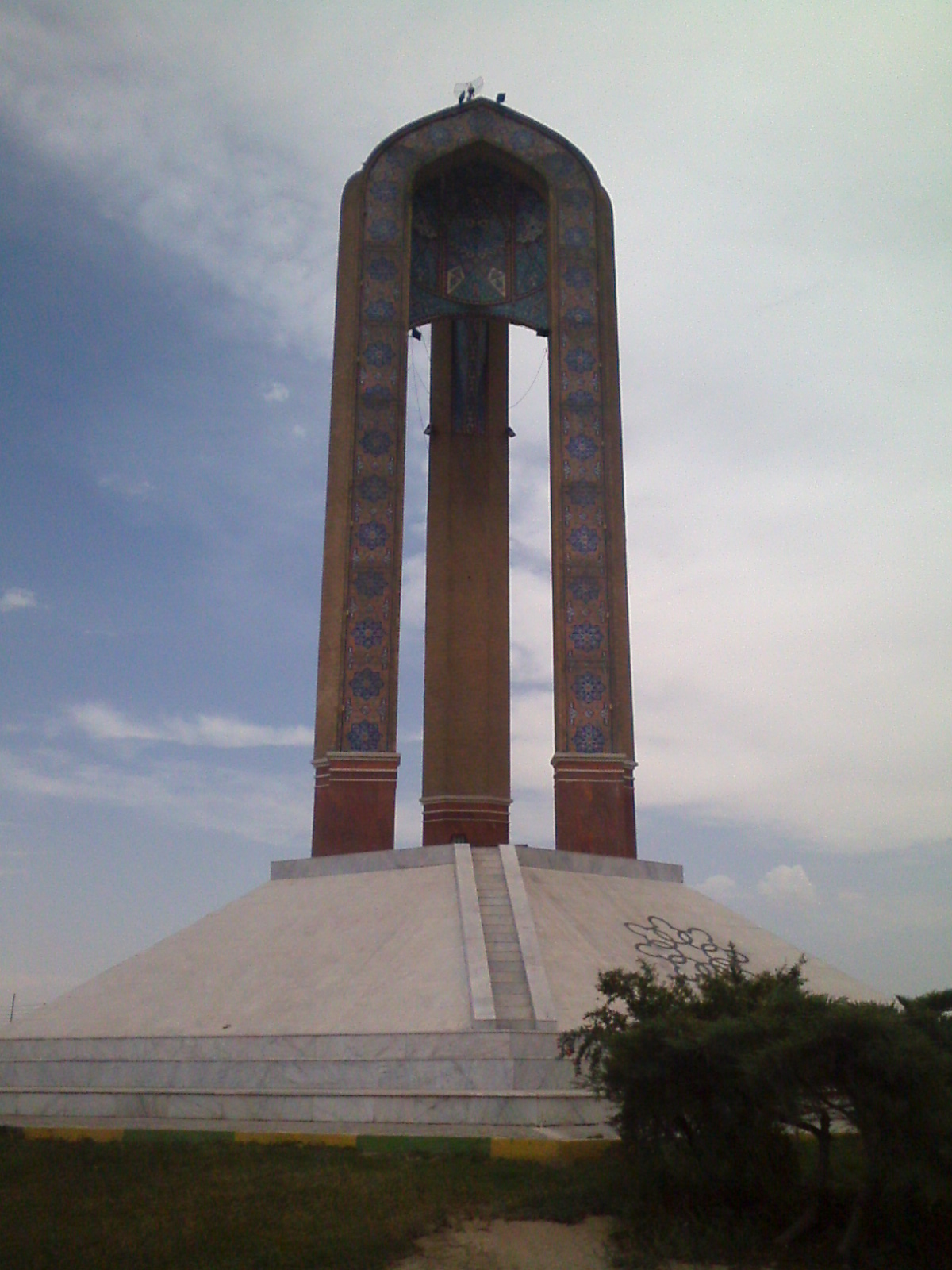
میدان نماز

شهرستان اسلامشهر یکی از شهرستان‌های استان تهران است. مرکز این شهرستان، شهر اسلامشهر است. این شهرستان از شمال شرق به شهرستان تهران، از جنوب شرق به شهرستان ری، از جنوب غرب به شهرستان بهارستان و از شمال غرب به شهرستان شهریار محدود است.
این شهرستان در سال ۱۳۹۵، ۵۴۸٬۶۲۰ نفر جمعیت داشته که از این تعداد ۲۷۹٬۲۸۲ نفر آن مرد و ۲۶۹٬۳۳۸ نفر آن زن بوده‌است.
باشگاه فرهنگی ورزشی آریو اسلامشهر تحت نظارت شرکت میهن در این شهرستان فعالیت دارد.

## تاریخچه
اسلامشهر در گذشته یکی از روستاهای شهرری بوده‌است روستایی به نام قاسم‌آباد شاهی بوده‌است. یکی از روستاهای اسلامشهر، فیروز بهرام است که بنای آن را به فیروز ساسانی نسبت داده‌اند. اسلامشهر در دوران قاجار منزلگاه اردوی همایونی بوده و به نام قاسم‌آباد خالصه نیز خوانده می‌شده‌است. وجود بقایای پایه‌های پل بر روی رودخانه حصارک پایین و تپه‌های واقع در مجاورت یا نزدیکی آن و آثار مدفون در آن‌ها، دلالت بر وجود دوره‌های تاریخی مختلف داشته و حاکی از اهمیت این منطقه‌است.
از محوطه‌های باستانی این شهرستان که هم دوره با محوطه‌های باستانی چشمه علی شهر ری؛ مرتضی گرد و تپه سیلک کاشان هستند، می‌توان به تپه مافین آباد و تپه نظام آباد اشاره کرد که با دارا بودن هفت هزار سال پیشینه تاریخی و فرهنگی از شهرت زیادی در مجامع علمی برخوردار بوده و از شاخص‌های تمدن پیش از اسلام در جهان شناخته می‌شوند. همچنین تپه‌های باستانی پراکنده در سطح منطقه را می‌توان با محوطه‌های تاریخی مجاور آن در دشت بزرگ ری مقایسه کرد.
از این شهرستان تاکنون ۱۲ اثر تاریخی و باستانی در فهرست آثار ملی ایران به ثبت رسیده‌است. این منطقه به دلیل مرغوبیت و حاصلخیزی زمین‌های مستعد کشاورزی، وجود رودخانه‌های پرآب، رشته قنات‌های جاری و نزدیکی به تهران از دیرباز مورد توجه بوده‌است. محوطه باستانی مافین آباد اسلامشهر که به دلیل حفاری‌های غیرمجاز آسیب دیده، دارای کهن‌ترین دوره تاریخی است که دیرینگی آن به هزاره پنجم پیش از میلاد می‌رسد.
ایجاد کارخانه‌های بزرگ و قدیمی در اطراف محور جاده قدیم ساوه همچون کیان تایر، ایران خودرو دیزل، میهن، قایق سازی و غیره، موجب جذب مهاجران جویای کار و اسکان آن‌ها در این منطقه شهری در پیش و پس از انقلاب ایران بوده‌است. نبود برنامه‌ریزی کلان در ارتباط با این میزان از مهاجرت از طرفی موجب افزایش تراکم جمعیتی و ساختمانی شده و از سویی این شهرستان را به لحاظ سیاسی و جمعیتی و اجتماعی در جایگاه ویژه‌ای در نزدیکی کلانشهر تهران قرار داده‌است.
یکی از ویژگی‌های تاریخی این شهرستان اختلاط فرهنگی و دینی است؛ از مهم‌ترین مستندات این گفته، وجود قبرستان ارمنی‌ها در کمربندی این شهر بوده که قدمتی چند ده ساله داشته و امروزه نیز مراجعان فراوانی دارد. از شمال و جنوب و شرق و غرب کشور، از همه فرهنگ‌ها، گروه‌هایی در این شهرستان سکنی دارند.

## مردم‌شناسی
بیشینه مردم اسلامشهر را آذری‌ها تشکیل می‌دهند. گیلک‌ها، کردها، لرها، مازنی‌ها و فارس‌ها نیز از دیگر اقوام تشکیل دهنده جمعیت این شهرستان هستند.

## موقعیت جغرافیایی
شهرستان اسلامشهر یکی از شهرهای استان تهران، در جنوب غربی شهر تهران بر سر راه ارتباطی جاده ساوه قرار گرفته و از طریق بزرگراه‌های قدیم و جدید تهران-ساوه و همچنین راه آن تهران به جنوب کشور و سایر استان‌های همجوار ارتباط دارد. فاصله آن تا مرکز شهر تهران حدود ۱۵ کیلومتر است. اسلامشهر در سال ۱۳۷۳ از سوی وزارت کشور به عنوان یکی از شهرستان‌های تابعه استان تهران اعلام شد.
وسعت شهرستان در حدود ۱۹۵ کیلومتر مربع است و دارای ۳ بخش، ۴ دهستان و ۲۷ روستا است. این شهرستان در منطقه دشت آبرفتی جنوب غربی تهران واقع شده و ارتفاع آن از سطح دریا بین ۱۰۲۰ تا ۱۰۸۵ متر است. شهرستان، قطارشهری در حال احداث دارد.

## تقسیمات کشوری
تقسیمات کشوری این شهرستان، باتوجه به نتایج آمارگیری سرشماری سال ۱۳۸۵ کل کشور آمده‌است، بر حسب بخش، شهر، دهستان و روستا به شرح زیر است:
مناطق
اسلامشهر از ۶ منطقه تشکیل شده که مناطق ۱ و ۲ مرکزی و منطقه ۳ آن شهرک واوان، منطقه ۴ شاطره، منطقه ۵ قسمت‌هایی از احمدآباد مستوفی (خارج از محدوده بخشداری احمدآباد مستوفی)، منطقه ۶ شهرک میان آباد و شهرک امام خمینی است.
بخش‌ها
- بخش مرکزی
- بخش چهاردانگه
- بخش احمدآباد مستوفی

شهرها
- شهر اسلام‌شهر
- شهر چهاردانگه
- شهر احمدآباد مستوفی

دهستان‌ها
- دهستان بهرام آباد
- دهستان چیچکلو
- دهستان ده عباس
- دهستان فیروزبهرام

شهرک‌ها
- شهرک واوان
- شهرک قائمیه
- شهرک سعیدیه
- شهرک محمدیه
- شهرک مهدیه
- شهرک نواب صفوی
- شهرک باغ نرده (ایرانشهر)
- شهرک امام خمینی
- شهرک گلها
- شهرک شیرودی
- شهرک موسی‌آباد
- شهرک انبیاء
- شهرک جانبازان
- شهرک الهیه
- شهرک توحید
- شهرک باغ فیض
- شهرک امام حسین
- شهرک صادقیه
- شهرک مصطفی خمینی
- شهرک آزادگان
- شهرک طالقانی
- شهرک ضیاءآباد
- شهرک احمدیه

روستاها
| - روستای مافین آباد - روستای فیروزبهرام - روستای محمدآباد چهار طاقی - نصیرآباد (کمتر از ۳ خانوار) - روستای ترشنبه - روستای گلدسته - روستای شمس‌آباد - روستای شاتره - روستای بهرام‌آباد - روستای حسین‌آباد سیاه‌آب - روستای ده عباس - روستای کرک‌اینکچه | - روستای سیمون - روستای لهک (کمتر از ۳ خانوار) - روستای مهران‌آباد - روستای نظام‌آباد - روستای ایرین - ملک‌آباد - روستای چیچکلو - روستای علی‌آباد - روستای علی‌آباد طپانچه - روستای بهمن‌آباد - روستای رضی‌آباد - روستای قلعه اکبربک (کمتر از ۳ خانوار) - روستای حسن‌آباد خالصه |  |

## اماکن تاریخی
1. تپه باستانی چیچکلو
2. تپه باستانی مافین‌آباد
3. تپه واوان
4. تپه باستانی ده عباس
5. تپه سفید گلدسته
6. تپه باستانی نظام‌آباد
7. یخچال قدیمی علی‌آباد
8. یخچال قدیمی ترشنبه
9. آتشکده ضیا آباد

## امامزاده‌ها
1. امامزاده ابراهیم[۱۱][۱۲]
2. امامزاده اسماعیل (چیچکلو)[۱۳]
3. امامزاده سید رضا (علی‌آباد قاجار)[۱۴]
4. امامزاده عباس[۱۵]
5. امامزاده عقیل[۱۶]
6. امامزاده ابوطالب (فیروز بهرام)[۱۷]
7. امامزاده ذکریا (ایرین)[۱۸]
8. امامزاده طاهر[۱۹]
9. امامزاده عیسی (واوان)[۲۰]
10. امامزاده محمد (ایرین)[۲۱]

## نگارخانه

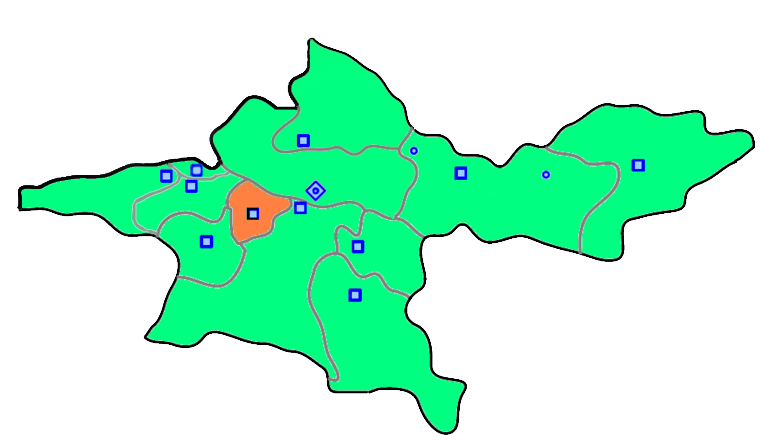
نقشه شهرستان اسلامشهر در استان تهران
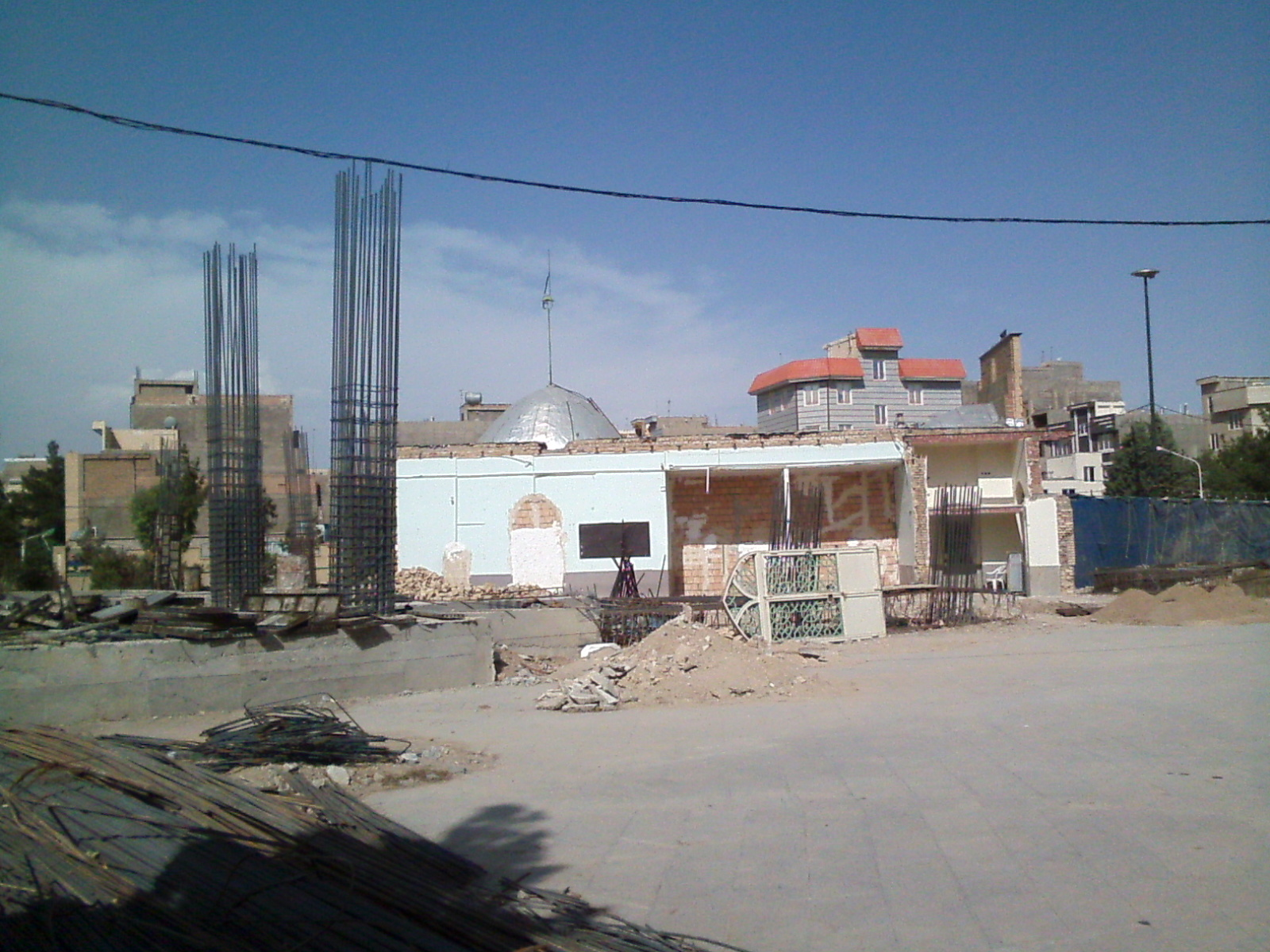
بازسازی امامزاده عقیل در بهار ۹۴
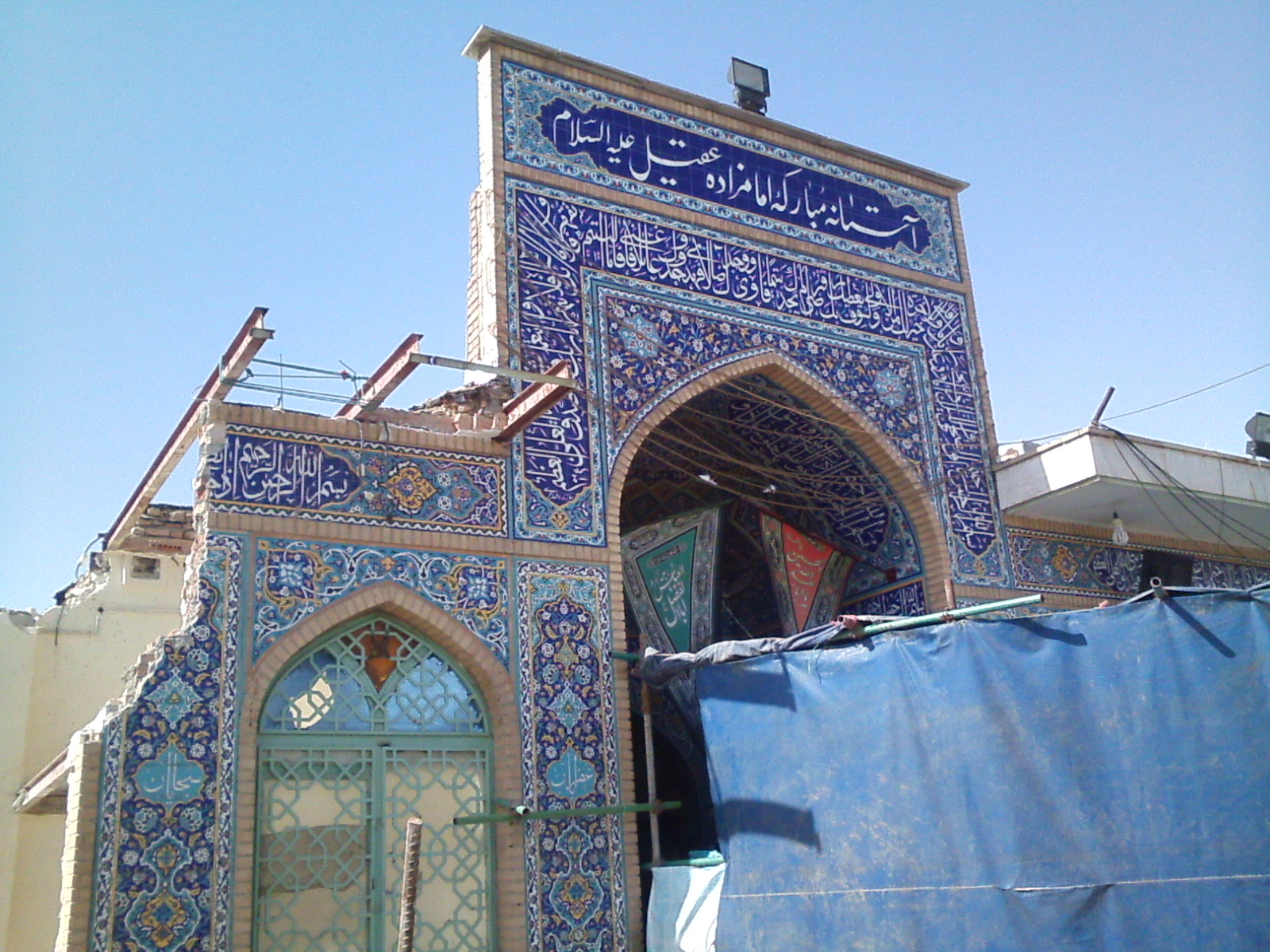
امامزاده عقیل
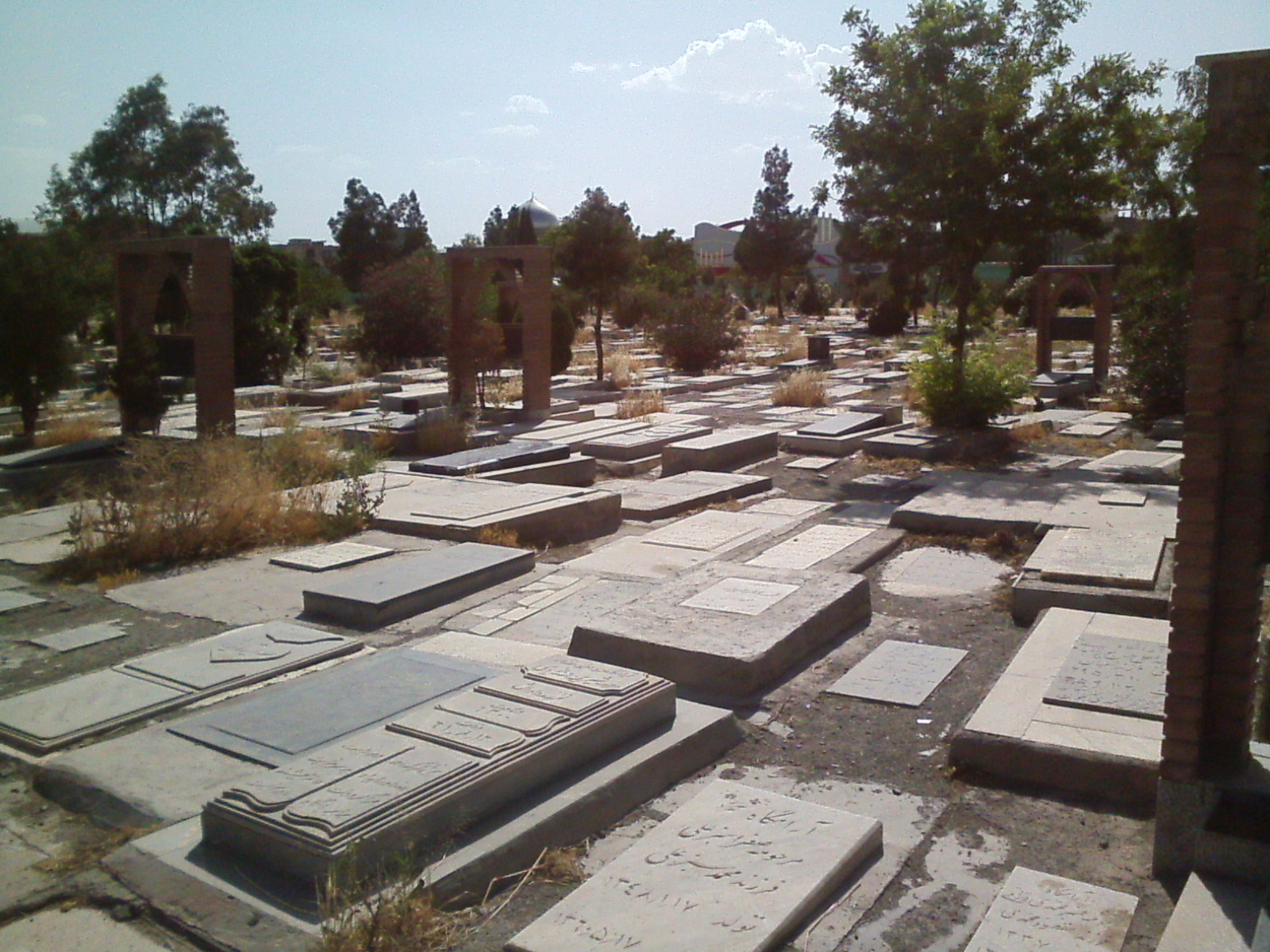
قبرستان امامزاده عقیل
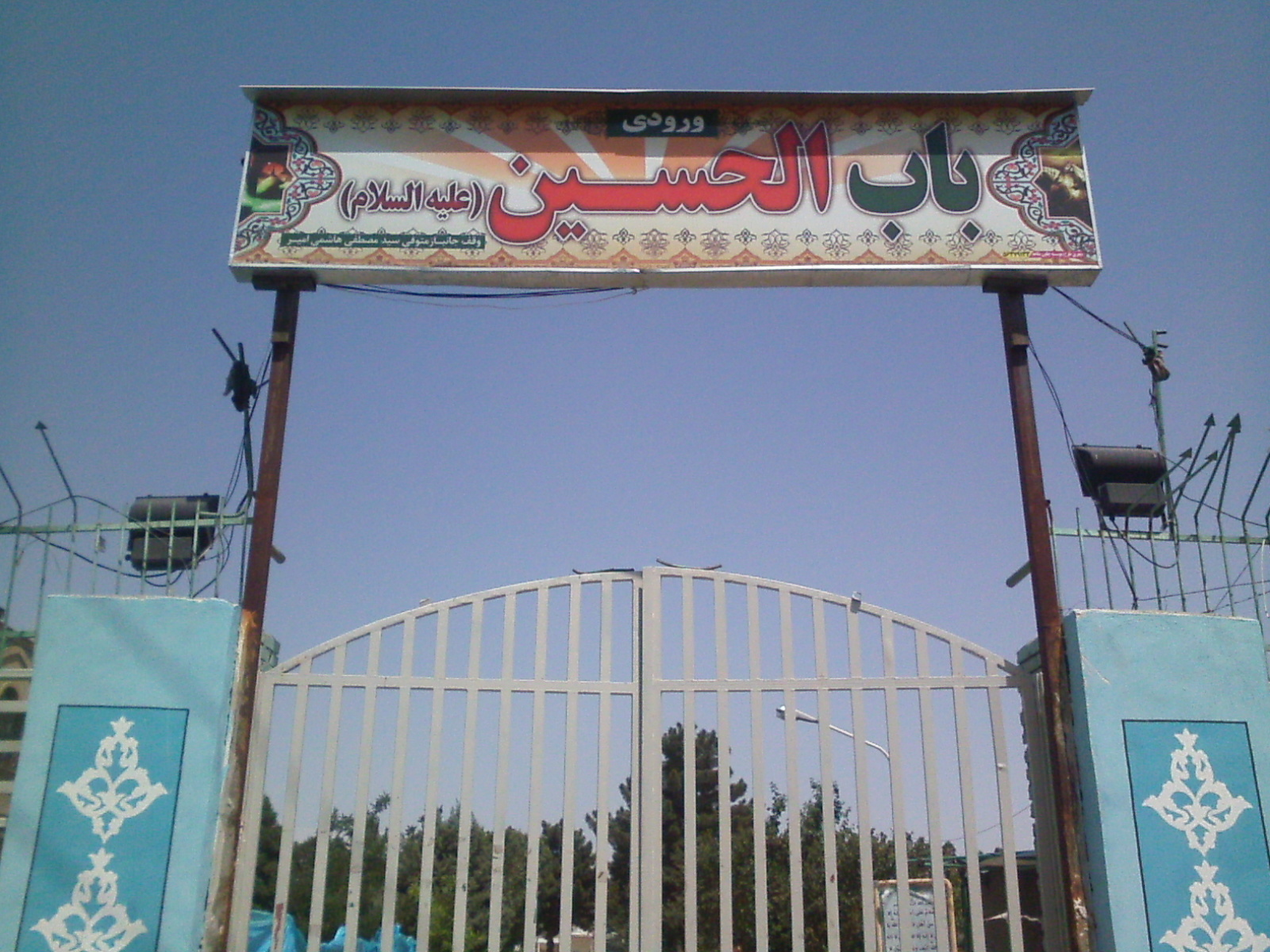
ورودی امامزاده عقیل
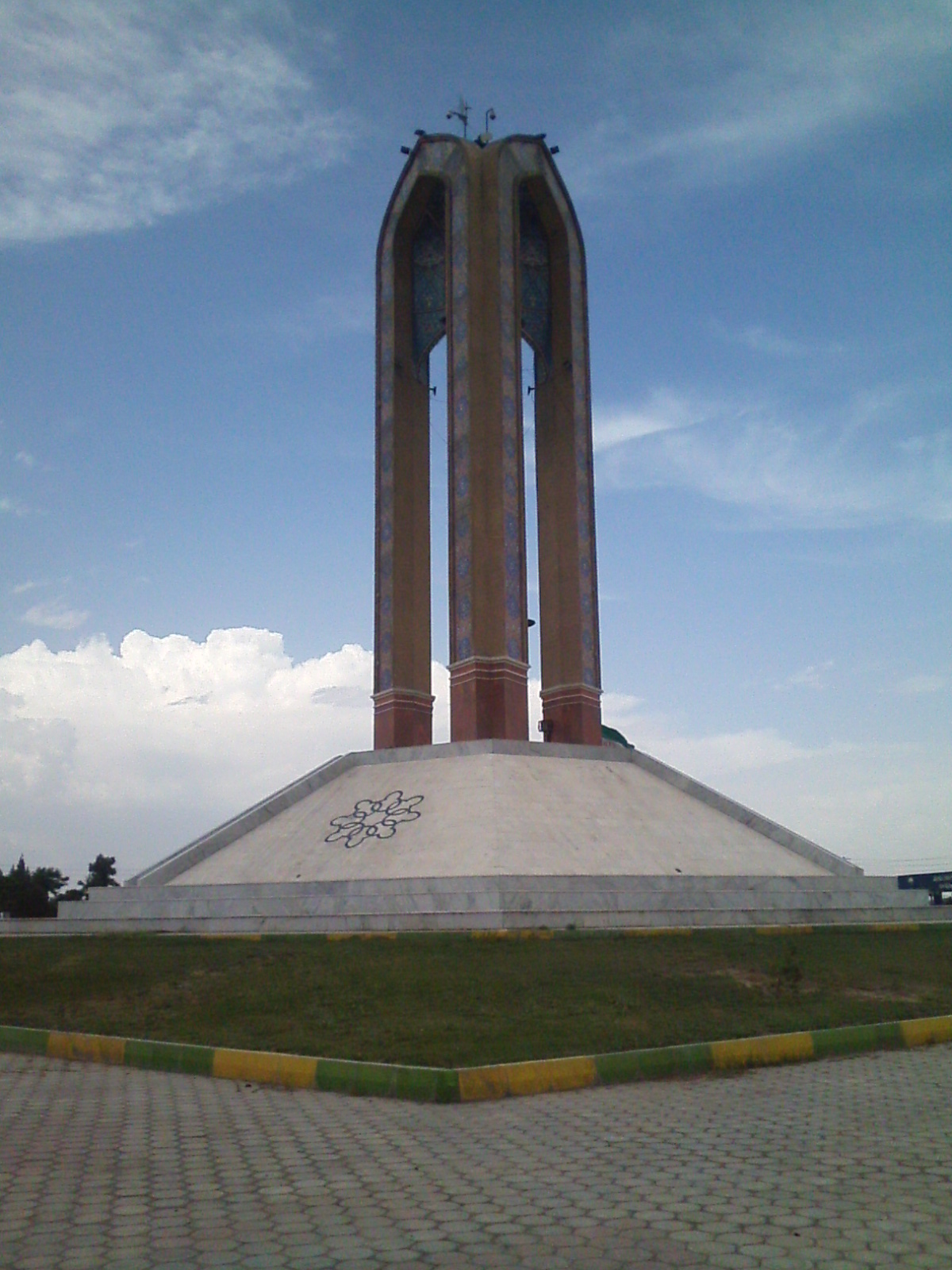
میدان نماز
امامزاده طاهر
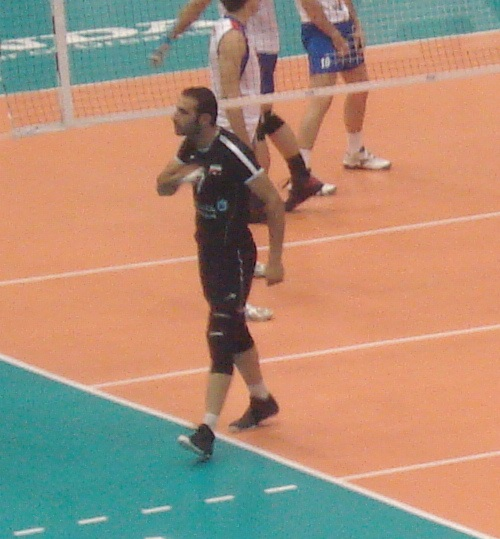
حمزه زرینی (والیبالیست اسلامشهری)
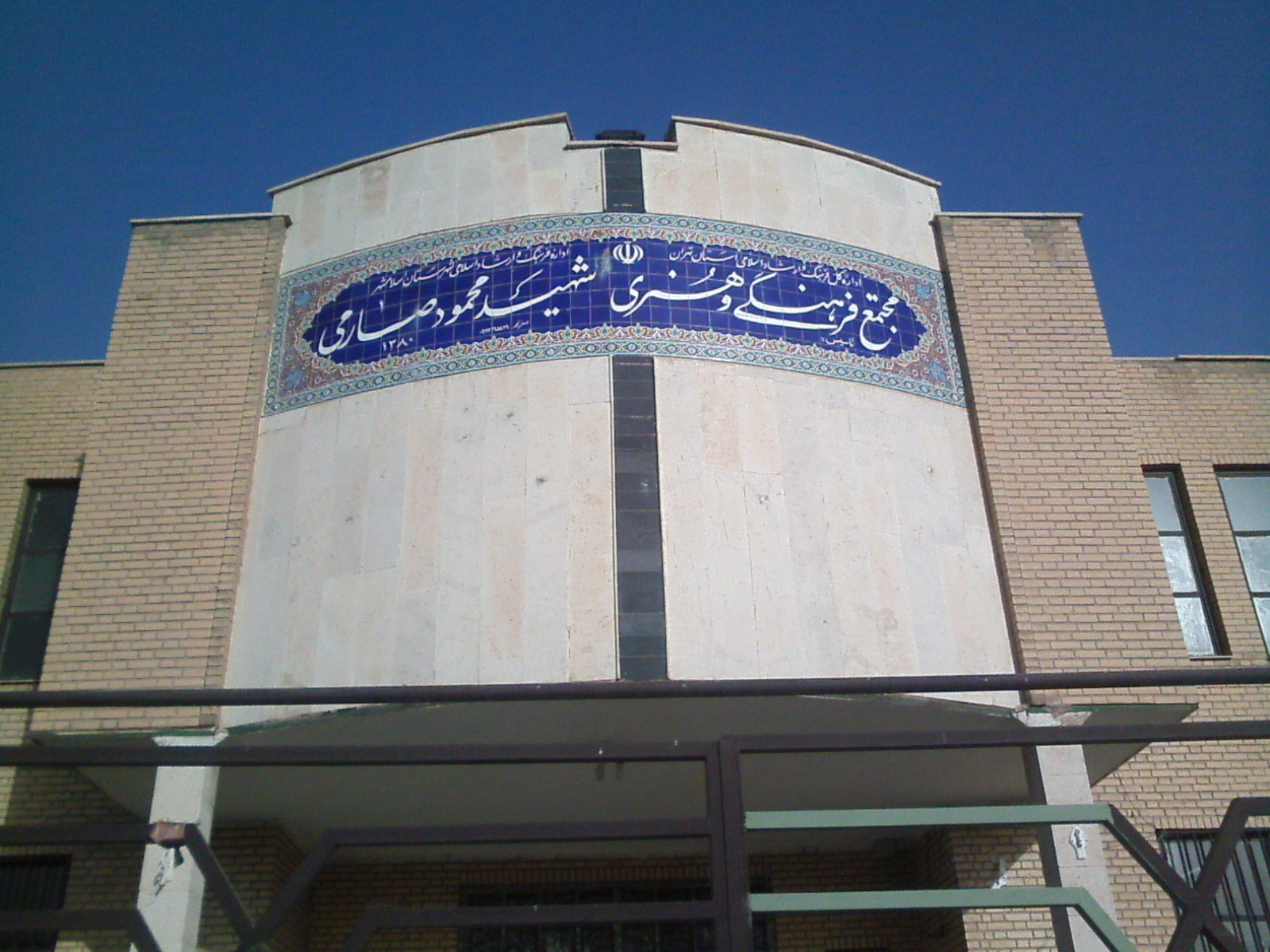
مجتمع فرهنگی و هنری شهید محمود صارمی
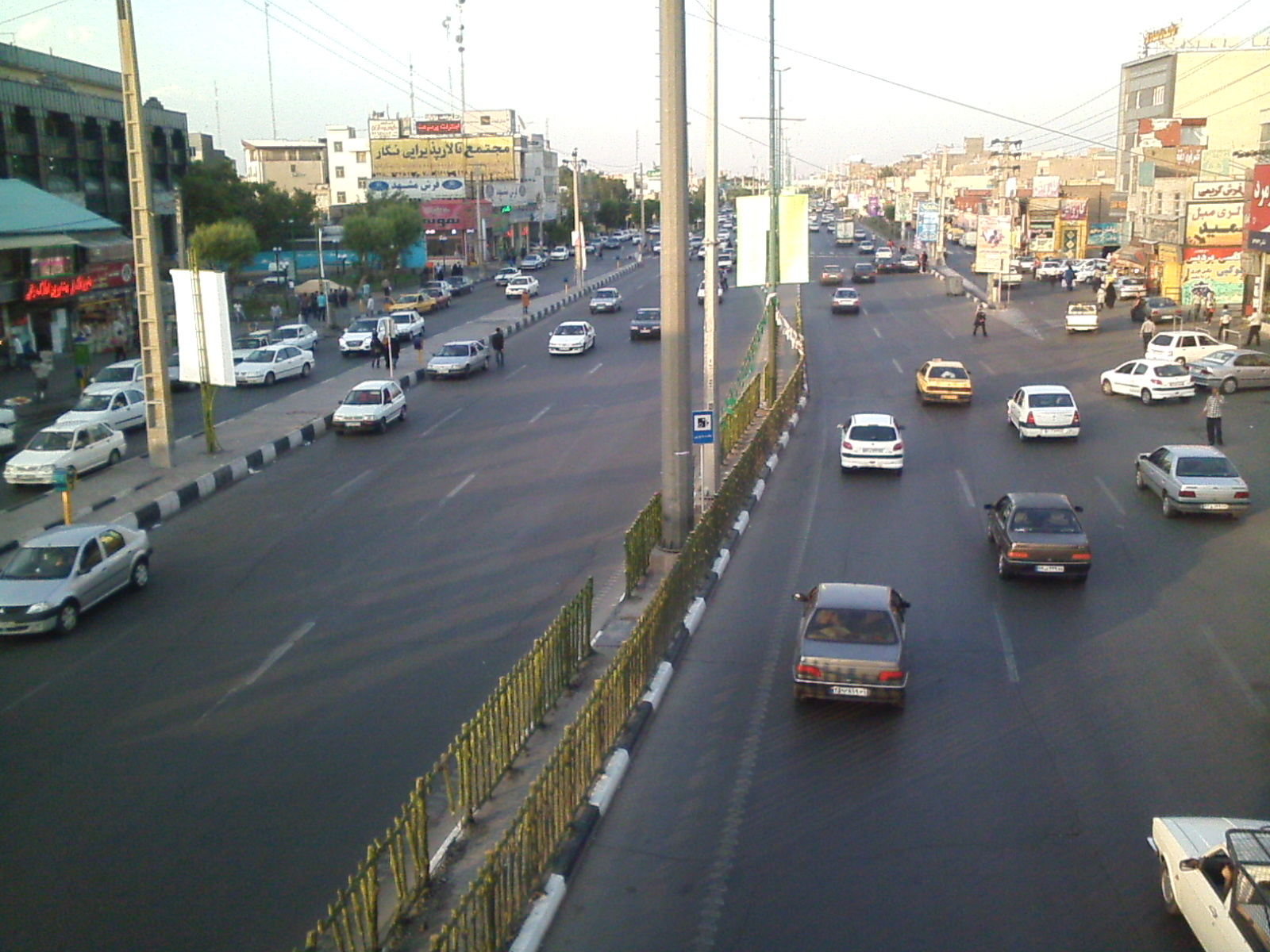
جاده ساوه اسلامشهر
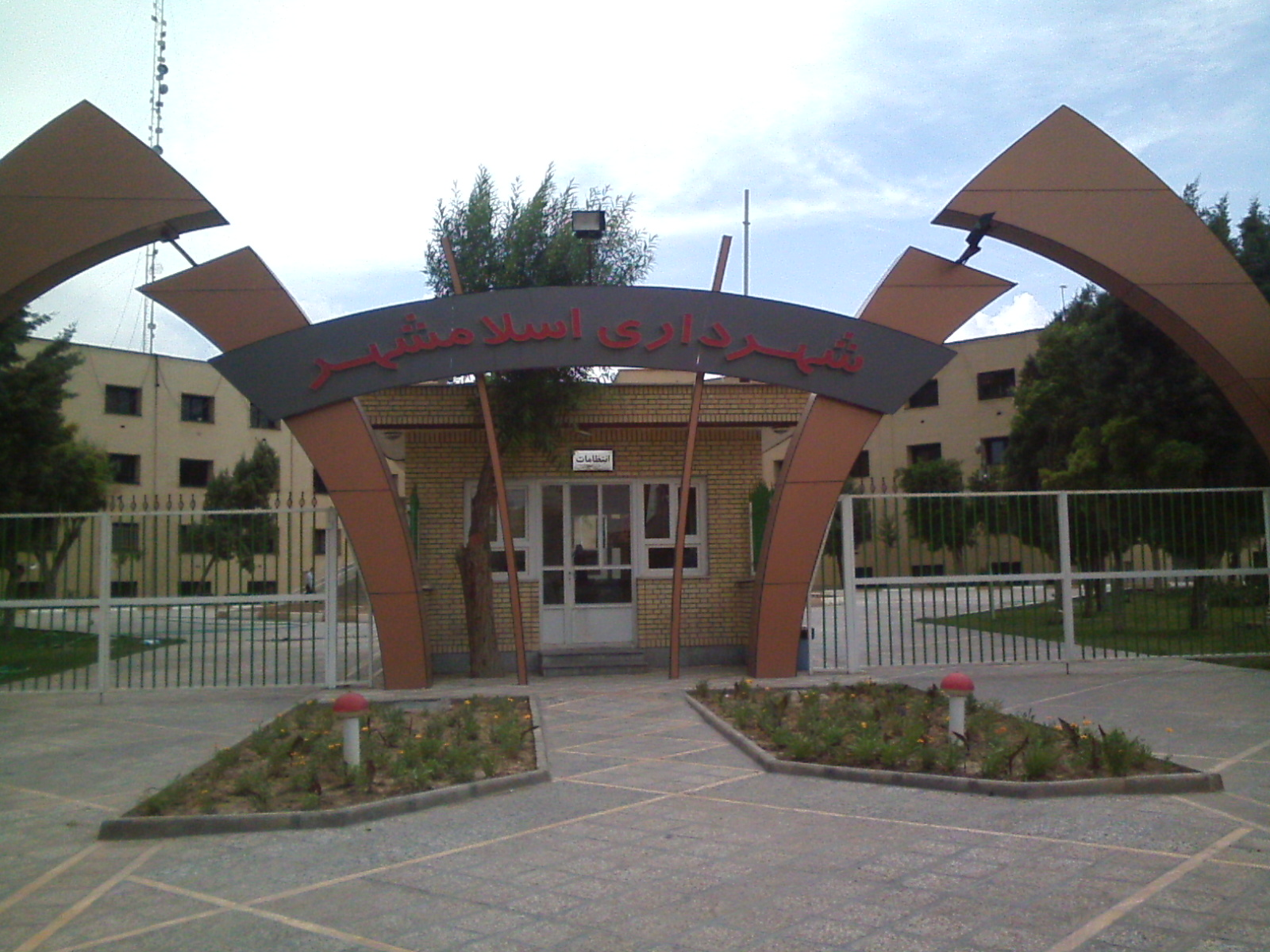
شهرداری اسلامشهر